# تشارلي مكمان
تشارلي مكمان (بالإنجليزية: Charlie McMahon)‏ هو موسيقي أسترالي، ولد في 19 يونيو 1951 في الجبال الزرقاء في أستراليا.

## وصلات خارجية
- تشارلي مكمان على موقع ميوزك برينز (الإنجليزية)